# Arkadzij Łunowicz
Arkadzij Jafimawicz Łunowicz (biał. Аркадзій Яфімавіч Луновіч, ros. Аркадий Ефимович Лунович, Arkadij Jefimowicz Łunowicz; ur. 3 lutego 1952 w Długim Łuhu w rejonie mołodeckim) – białoruski polityk, kołchoźnik i agronom, deputowany do Rady Najwyższej Republiki Białorusi XIII kadencji, w latach 1996–2000 deputowany do Izby Reprezentantów Zgromadzenia Narodowego Republiki Białorusi I kadencji.

## Życiorys

### Młodość i praca
Urodził się 3 lutego 1952 roku we wsi Długi Łuh, w rejonie mołodeckim obwodu mińskiego Białoruskiej SRR, ZSRR. W 1980 roku ukończył Grodzieński Instytut Gospodarstwa Wiejskiego, uzyskując wykształcenie agronoma. W latach 1968–1970 pracował jako dyrektor wiejskiego domu kultury. W latach 1970–1972 odbył służbę wojskową w szeregach Armii Radzieckiej. W latach 1972–1984 pełnił funkcję głównego agronoma, wiceprzewodniczącego kołchozu im. Lenina. W latach 1984–1986 był przewodniczącym kołchozu „Put′ Lenina” w rejonie mołodeckim. W latach 1986–1995 pełnił funkcję przewodniczącego Mołodeckiego Rejonowego Komitetu Wykonawczego. W latach 1995–1996 był przewodniczącym Mołodeckiej Rejonowej Rady Deputowanych. Od 1996 roku był przewodniczącym kołchozu „Krasnoje” w rejonie mołodeckim.

### Działalność parlamentarna
W drugiej turze wyborów parlamentarnych 28 maja 1995 roku został wybrany na deputowanego do Rady Najwyższej Republiki Białorusi XIII kadencji z mołodeckiego wiejskiego okręgu wyborczego nr 200. 9 stycznia 1996 roku został zaprzysiężony na deputowanego. Od 23 stycznia pełnił w Radzie Najwyższej funkcję członka Stałej Komisji ds. Polityki Socjalnej i Pracy. Był bezpartyjny. Poparł dokonaną przez prezydenta Alaksandra Łukaszenkę kontrowersyjną i częściowo nieuznaną międzynarodowo zmianę konstytucji. 27 listopada 1996 roku przestał uczestniczyć w pracach Rady Najwyższej i wszedł w skład utworzonej przez prezydenta Izby Reprezentantów Zgromadzenia Narodowego Republiki Białorusi I kadencji. Od 18 grudnia tego roku pełnił w niej funkcję członka Stałej Komisji ds. Rolnych. Zgodnie z Konstytucją Białorusi z 1994 roku jego mandat deputowanego do Rady Najwyższej zakończył się 9 stycznia 2001 roku; kolejne wybory do tego organu jednak nigdy się nie odbyły.

## Odznaczenia
- Order Czerwonego Sztandaru Pracy (ZSRR)[1].

## Życie prywatne
Arkadzij Łunowicz jest żonaty, ma dwoje dzieci. W 1995 roku mieszkał w Mołodecznie.